# Boyda Juci
Boyda Juci, névváltozata: Bojda Juci, született Bojda Julianna (Budapest, 1898. április 5. – Budapest, 1934. január 28.) színésznő.

## Élete
Bojda Imre lakatos, kisbirtokos és Mészáros Mária lánya. Iskoláit Budapesten végezte, ezután egy kalapüzletben dolgozott kisegítőként. Kann Malvin opera-énekesnőnél tanult énekelni. Filmes karrierje előtt a Haditermény részvénytársaság tisztviselőnője volt. Kezdetben az Astra-filmekben lépett fel mint Balogh Béla filmrendező felfedezettje. Később a Star- és Corvin-filmekben is sokat szerepelt. 1918 őszén Bárdos Artúr szerződtette a Belvárosi Színházhoz, amelynek 1920-ig tagja maradt. 1919-ben Temesváron vendégszerepelt, 1919 szeptemberétől az Andrássy úti Színházban, 1920-ban a Fővárosi Orfeumban is fellépett. 1921-ben férjhez ment és két évvel később felvette az izraelita vallást. Férje halála után idegösszeroppanást kapott és egy budapesti szanatóriumban hunyt el.
A Kerepesi úti izraelita temetőben lévő családi sírboltban helyezték végső nyugalomra.

## Magánélete
Házastársa Popper Miklós (1885–1932) vegyészmérnök, gyáros volt, akivel 1921. január 30-án Budapesten kötött házasságot.
Gyermekei
- Popper Judit (1921–1922) négy hónapos korában elhunyt.
- Popper Edith

## Szerepei
- Az obsitos (1917) – Málcsika, Gyuri húga
- A dollárnéni (1917)
- Taifun (1917) – Hempel Teri
- A koldusgróf (1917)
- Tűzpróba (1917) – Solmingen hercegkisasszony
- A faun (1918) – Viviane (befejezetlen)
- A toprini nász (1917) – Corina, a tábornokék lánya
- Az anyaszív (1917) – Lydia komtessz, Borinszky gróf leánya
- A dollárnéni (1917, rövid)
- Jobbra én, balra te (1917) - Erna Bollmann
- Egyenlőség (1918)
- Asszonyfaló (1918) – Meg
- Halálos csönd (1918)
- Rang és mód (1918) - Bannai Irma
- Tűzpróba (1918)
- Hivatalnok urak (1918) – Róth Ella
- A vörös kérdőjel (1919) - Soós Irma
- Ki a győztes? (1919)
- Lengyelvér I-II. (1920) – Xénia, Dynov lánya
- Little Fox (1920) – Magde Freeman milliomoslány
- Csavarszorítóban (1920) - Nick Winter titkárnője
- Dráma az Alhambrában (1920) - Nick Winter titkárnője
- Romok között (1920) - Nick Winter titkárnője
- Vörösbegy (1921)
- Pingulin előlegje (1921)
- A koldusgróf (1922, szkeccs)